# Opel Sintra

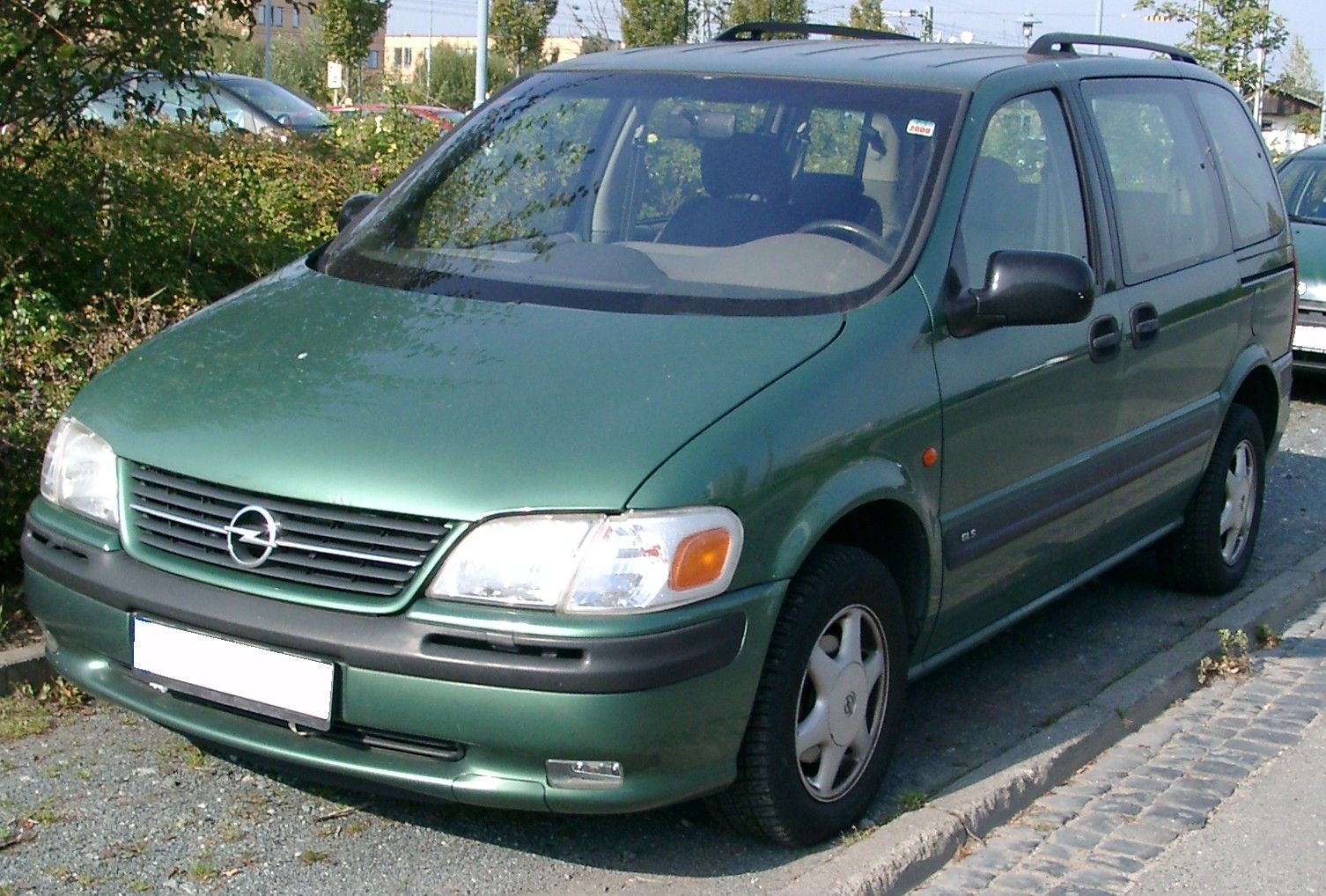
Opel Sintra

Opel Sintra är en minibuss från Opel.
Opel Sintra är en systerbil till Pontiac/Chevrolet Trans Sport, Oldsmobile Silhouette och Chevrolet Venture Till skillnad från de andra fanns Sintra bara med kortkaross. Tre motoralternativ finns; 2.2 liters rak 4:a, 2,2 liters 4-cylindrig Turbodiesel och 3.0 liters V6.
Bilen tillverkades mellan 1996 och 1999 och lades ner eftersom den fick katastrofalt dåligt resultat i Euro Ncap[källa behövs], underligt nog fortsatte Chevrolet Trans Sport att säljas i Europa, under flera år var den till och med Sveriges mest sålda MPV.[källa behövs]